# Eccidio di Pievecchia
L'eccidio di Pievecchia è stata una strage nazista avvenuta l'8 giugno 1944 in località Pievecchia di Pontassieve, in provincia di Firenze.

## I fatti
Nel pomeriggio dell'8 giugno 1944 un gruppo di partigiani attaccò il presidio della Guardia Nazionale Repubblicana di Pontassieve per impossessarsi di armi e munizioni. Numerosi militi fascisti vennero catturati, mentre alcuni carabinieri ne approfittarono per unirsi alla Resistenza locale. 
Rientrando verso il monte Giovi i partigiani, in un'osteria in località Pievecchia, s'imbatterono casualmente in due soldati tedeschi di una vicina batteria contraerea. Nello scontro a fuoco un nazista rimase ucciso mentre l'altro riuscì a scappare. Nel conflitto morì anche Ruggero Morandi, vittima di una granata lanciata dai partigiani. Nel piccolo abitato di Pievecchia vivevano molti cittadini pontassievesi sfollati a causa dei bombardamenti alleati. Quel giorno poi si era appena celebrata la celebrazione del Corpus Domini. Allertati dal soldato tedesco sopravvissuto, i militari della contraerea iniziarono a bombardare Pievecchia per impedire a chiunque si trovasse in loco di fuggire. Poco dopo giunsero nel borgo due autoblindo e una quarantina di soldati che saccheggiarono le due cooperative (alla razzia si unirono anche diversi sfollati) e rastrellarono tutti gli uomini presenti. Coloro che avevano più di 55 anni vennero presto rilasciati. Tredici rastrellati, equamente divisi tra sfollati da Pontasieve e originari di Pievecchia, furono fucilati nel giardino della villa Tesei. Altre 25 persone vennero invece deportate.

## Vittime
- Gioacchino Bulli
- Guido Cammelli
- Dario Masini
- Furio Montelatici
- Ugo Pestelli
- Paolo Poggi
- Guido Poggi
- Mario Pratesi
- Aldo Rogai
- Attilio Rogai
- Guido Rogai
- Tacconi Bruno
- Alessandro Vitali

## Omaggi
Sul luogo della strage sono state scoperte delle lapidi nel 1945 e nel 1954 con i nomi delle vittime.
Il 23 dicembre 2005 il comune di Pontassieve è stato insignito della Medaglia di bronzo al merito civile per l'eccidio di Pievecchia.